# Diploma
Diploma (starogrčki: presavijeno u dvoje, povelja) naziv je za svjedodžbe, završnih ispita, ili postignutih titula (maturalna, doktorska diploma) ili isprava kojom se svečano priznaje određeni uspjeh, zasluga, staž članstva (počasna diploma).

## Stara Grčka
Prvotno je diploma kod starih Grka bila naziv za dvije povezane pločice na kojima je bio ispisan neki službeni spis. Kasnije je naziv za povelje kojima se pojedincima dodjeljivale određene pogodnosti. Od 17. stoljeća diploma je naziv za službene isprave koje služe kao svjedodžba.

## Stari Rim
U starom Rimu isprava ispisana na dvostrukim pločicama zvala se tabulae duplices. Njome je Rimski senat (kasnije car) dodjeljivao pojedincima privilegije ili im povjeravao zadatke i tu odluku potvrđivao svojim pečatom.
Diplome honestae missionis davale su se isluženim vojnicima kao potvrda za časno vršenje službe.